# Phainoptila melanoxantha
Il pigliamosche sericeo giallonero o fainoptila (Phainoptila melanoxantha Salvin, 1877) è un uccello passeriforme della famiglia Ptiliogonatidae, in seno alla quale rappresenta l'unica specie ascritta al genere Phainoptila Salvin, 1877.

## Etimologia
Il nome scientifico del genere, Phainoptila, deriva dall'unione delle parole greche φαεινος (phaeinos, "brillante") e πτιλον (ptilon, "penna"), col significato di "dalle penne brillanti", in riferimento al piumaggio lucente: il nome della specie, melanoxantha, deriva anch'esso dall'unione di parole greche (μελανος/melanos, "nero" e ξανθος/xanthos, "giallo", col significato di "nero e giallo") e rappresenta un riferimento alla livrea di questi uccelli.

## Descrizione

### Dimensioni
Misura 20,5-21,9 cm di lunghezza, per 56-60 g di peso.

### Aspetto

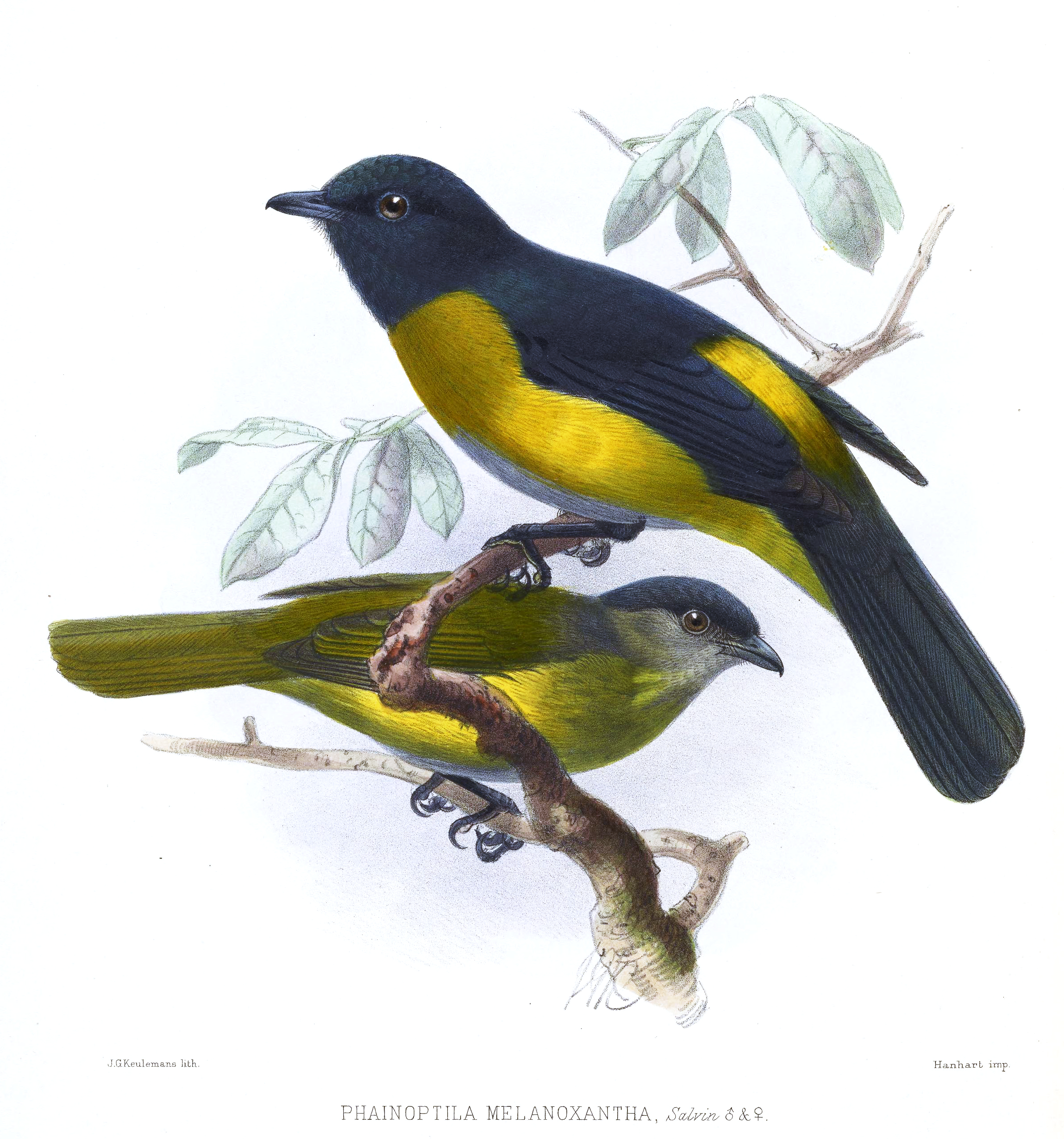
Illustrazione di coppia (maschio in alto) a cura di Keulemans

Si tratta di uccelli dall'aspetto robusto ma slanciato, muniti di testa arrotondata sprovvista di cresta (caso unico fra gli ptilogonatidi) e dal becco corto e sottile dalla punta adunca, corte ali digitate, zampe corte e sottili e coda piuttosto lunga e dall'estremità squadrata.

Nel complesso, l'aspetto di questi animali ricorda quello dei turdidi, coi quali non sussiste però alcun legame filogenetico particolarmente stretto.
Il piumaggio, soffice e sericeo, presenta dicromatismo sessuale. I maschi, infatti, presentano testa, gola, dorso, ali e coda di colore nero, mentre codione, petto (che però è più scuro e tendente all'olivastro), fianchi e sottocoda sono di colore giallo oro, che sfuma nel bianco-grigiastro sul ventre: le femmine, invece, presentano testa nerastra con gola grigio-biancastra, petto, dorso, ali e coda di colore bruno-olivastro (più scuro sulle ali, con le remiganti di colore bruno-nerastro), fianchi gialli e ventre bianco-grigiastro.
Il becco e le zampe sono di colore nerastro, mentre gli occhi sono di colore bruno scuro.

## Biologia
Si tratta di uccelli dalle abitudini di vita diurne, che passano la maggior parte della giornata alla ricerca di cibo, talvolta associandosi alla tanagra di macchia capocenere, mantenendosi perlopiù nella canopia o comunque fra i rami alti, sia da soli sia in piccoli gruppi, mentre durante la stagione riproduttiva essi si muovono in coppie: la fainoptila è un uccello piuttosto torpido, che non di rado passa intere giornate su un singolo albero a cibarsi dei frutti in maturazione.
Questi uccelli sono piuttosto silenti, e non sembrano in grado di cantare: essi comunicano mediante corti richiami cinguettanti.

### Alimentazione
La fainoptila è un uccello frugivoro, che si nutre in massima parte di frutti di piccole dimensioni e di bacche di una grande varietà di piante arborescenti e di epifite: sporadicamente, questi uccelli possono cibarsi in maniera del tutto cauale di invertebrati reperiti fra il fogliame durante la ricerca di cibo vegetale, mentre è raro che essi catturino cibo al volo come le altre specie di ptilogonatidi.

### Riproduzione
Si tratta di uccelli monogami, che si riproducono da aprile a giugno.
Il nido, spesso e massiccio, viene costruito da ambedue i partner nel folto di un cespuglio o di un arbusto, a 1,5-4 m dal suolo, intrecciando muschio, fibre vegetali e foglie di felce.

Al suo interno, la femmina depone 1-3 uova biancastre screziate di bruno scuro, che provvede a covare da sola (sorvegliata e nutrita dal maschio, che staziona nei pressi del nido) per un paio di settimane, al termine delle quali schiudono pulli ciechi e implumi.

I piccoli vengono accuditi e imbeccati da ambedue i partner: essi divengono pronti per l'involo attorno alle tre settimane di vita, tuttavia anche dopo essersi involati essi continuano a rimanere coi genitori ancora per un certo periodo prima di allontanarsene in maniera definitiva, seguendoli nei loro spostamenti alla ricerca di cibo e continuando (sebbene sempre più sporadicamente man mano che crescono) a chiedere loro l'imbeccata.

## Distribuzione e habitat

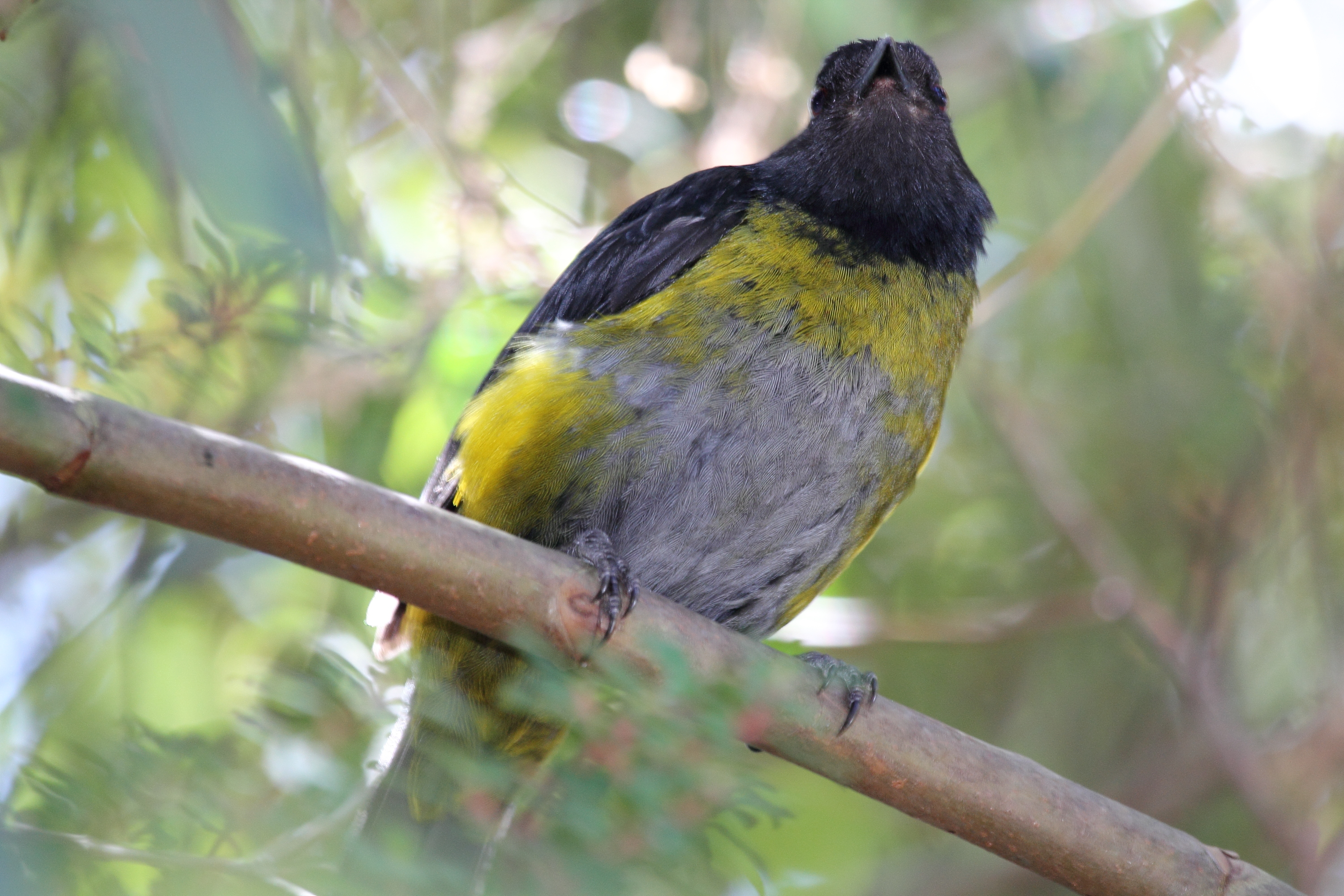
Maschio in Costa Rica

La fainoptila è diffusa in America centrale, della quale occupa una porzione piuttosto ristretta che va dalla Costa Rica nord-occidentale al centro-ovest di Panama (provincia di Veraguas), attraverso Cordigliera di Guanacaste, Cordigliera di Talamanca e Cordigliera Vulcanica Centrale.
Si tratta di uccelli dalle abitudini piuttosto erratiche, che compiono continui spostamenti nell'ambito del proprio areale in concomitanza coi cicli di maturazione della frutta e delle bacche delle quali si cibano.
L'habitat di questi uccelli è rappresentato dalla foresta montana e nebulosa al di sopra dei 1800 m di quota, con predominanza di sempreverdi e grossi alberi da frutto (Araliaceae, Melastomataceae).

## Tassonomia
Se ne riconoscono due sottospecie:
- Phainoptila melanoxantha melanoxantha Salvin, 1877 - la sottospecie nominale, diffusa nel centro e nel sud-est dell'areale occupato dalla specie;
- Phainoptila melanoxantha parkeri Barrantes & Sanchez, 2000 - endemica del nord della Costa Rica.

Alcuni autori riconoscerebbero inoltre una sottospecie minor di Panama, sinonimizzata con la nominale.